# Phymatopsallus fulvipunctatus
Phymatopsallus fulvipunctatus är en insektsart som beskrevs av Knight 1964. Phymatopsallus fulvipunctatus ingår i släktet Phymatopsallus och familjen ängsskinnbaggar. Inga underarter finns listade i Catalogue of Life.